# Эскадренные миноносцы типа «Герард Калленбург»
Эскадренные миноносцы типа «Герард Калленбург» — тип эскадренных миноносцев, строящихся для нидерландского королевского флота в конце 1930-х, начале 1940-х годов.
Эсминцы проектировались с помощью Ярроу, имели возросшее по сравнению с типом «Адмирален» примерно на 300 т водоизмещение. Увеличившиеся размеры позволило усилить вооружение ещё одним 120-мм орудием, а также впервые для Нидерландов перейти на четырёхтрубные 533-мм ТА.

## История строительства и службы
«Gerard Callenburgh» затоплен в Роттердаме 15.5.1940; поднят германскими спасателями 17.7.1940 и после ремонта 11.10.1942 вошел в состав герм, флота как ZH-1. Орудия ГК и система управления огнем голландского производства оставлены без изменений, зенитные автоматы и ТА заменены на германские. В 1944 г. 2x1 20-мм автомата заменены на 2x4. Погиб 9.6.1944 в бою с британскими эсминцами «Tartar» и «Ashanti» у острова Ушант.
«Isaak Sweers» 10 — 12.5.1940 был отбуксирован в Великобританию и достроен на верфи «Thornycroft» в Саутгемптоне по изменённому проекту. Вместо 120-мм орудий установлены 3x2 102-мм/45 универсальных Mk.XVI/XIX с британской системой управления огнем «директор-дальномер» Mk.V. Потоплен 13.12.1942 немецкой подводной лодкой U-431 у побережья Алжира.
«Tjerk Hiddes» затоплен 14.5.1940; поднят германскими спасателями 12.6.1940, получил немецкий номер ZH-2, в строй не вводился. «Philips van Almonde» взорван на стапеле 17.4.1940.

## Представители проекта
| Название                                   | Закладка   | Спуск на воду | Вступление в строй | Судьба                       |
| ------------------------------------------ | ---------- | ------------- | ------------------ | ---------------------------- |
| «Gerard Callenburgh» (с 17.07.1940 — ZH-1) | 12.10.1938 | 12.10.1939    | 11.10.1942         | Погиб 9.6.1944               |
| «Isaak Sweers»                             | 26.11.1938 | 16.3.1940     | 29.3.1941          | Погиб 13.12.1942             |
| «Tjerk Hiddes»                             | 26.11.1938 | 12.10.1939    |                    | Затоплен 14.5.1940           |
| «Philips van Almonde»                      | 2.3.1939   |               |                    | Взорван на стапеле 17.4.1940 |